# European Rugby Challenge Cup 2022-23
La European Rugby Challenge Cup 2022-23 fue la 27.ª edición de la competición.

## Sistema de puntuación
Los equipos participantes se agrupan en una tabla general teniendo en cuenta los resultados de los partidos mediante un sistema de puntuación, la cual se reparte:
- 4 puntos por victoria.
- 2 puntos por empate.
- 0 puntos por derrota.

También se otorgó punto bonus, ofensivo y defensivo:
- El punto bonus ofensivo se obtiene al marcar cuatro (4) o más tries.
- El punto bonus defensivo se obtiene al perder por una diferencia de hasta siete (7) puntos.

## Equipos
| Premiership                                      | Top 14                                                        | United Rugby Championship | United Rugby Championship | United Rugby Championship | United Rugby Championship            | United Rugby Championship |
| Inglaterra                                       | Francia                                                       | Escocia                   | Irlanda                   | Italia                    | Gales                                | Sudáfrica                 |
| ------------------------------------------------ | ------------------------------------------------------------- | ------------------------- | ------------------------- | ------------------------- | ------------------------------------ | ------------------------- |
| - Bath Rugby - Bristol Bears - Newcastle Falcons | - Pau - Stade Français - Toulon - Brive - Bayonne - Perpignan | - Glasgow Warriors        | - Connacht                | - Benetton - Zebre        | - Cardiff Rugby - Dragons - Scarlets | - Lions - Cheetahs        |

## Fase de grupos

### Grupo A
| Equipo            | Encuentros | Encuentros | Encuentros | Encuentros | Tantos | Tantos | Tantos | PB | PB | Puntos |
| Equipo            | PJ         | PG         | PE         | PP         | F      | C      | Dif    | BO | BD | Puntos |
| ----------------- | ---------- | ---------- | ---------- | ---------- | ------ | ------ | ------ | -- | -- | ------ |
| Toulon            | 4          | 4          | 0          | 0          | 102    | 56     | +46    | 3  | 0  | 19     |
| Glasgow Warriors  | 4          | 3          | 1          | 0          | 107    | 82     | +25    | 2  | 0  | 16     |
| Cardiff           | 4          | 3          | 0          | 1          | 154    | 57     | +97    | 3  | 0  | 15     |
| Bristol Bears     | 4          | 4          | 0          | 0          | 121    | 54     | +67    | 3  | 0  | 14     |
| Connacht          | 4          | 3          | 0          | 1          | 135    | 72     | +63    | 2  | 0  | 14     |
| Brive             | 4          | 1          | 0          | 3          | 66     | 157    | –91    | 1  | 1  | 6      |
| Newcastle Falcons | 4          | 1          | 0          | 3          | 63     | 132    | –69    | 1  | 0  | 5      |
| Bath              | 4          | 0          | 1          | 3          | 68     | 105    | –37    | 0  | 1  | 3      |
| Perpignan         | 4          | 0          | 0          | 4          | 68     | 118    | –50    | 1  | 0  | 1      |
| Zebre Rugby       | 4          | 0          | 0          | 4          | 56     | 107    | –51    | 0  | 1  | 1      |

|  | Clasificados a los octavos de final. |

### Grupo B
| Equipo         | Encuentros | Encuentros | Encuentros | Encuentros | Tantos | Tantos | Tantos | PB | PB | Puntos |
| Equipo         | PJ         | PG         | PE         | PP         | F      | C      | Dif    | BO | BD | Puntos |
| -------------- | ---------- | ---------- | ---------- | ---------- | ------ | ------ | ------ | -- | -- | ------ |
| Scarlets       | 4          | 4          | 0          | 0          | 124    | 57     | +67    | 2  | 0  | 18     |
| Benetton       | 4          | 3          | 0          | 1          | 120    | 70     | +50    | 3  | 0  | 15     |
| Lions          | 4          | 2          | 1          | 1          | 98     | 85     | +13    | 2  | 0  | 12     |
| Stade Français | 4          | 2          | 0          | 2          | 85     | 86     | –1     | 1  | 1  | 10     |
| Dragons        | 4          | 1          | 1          | 2          | 98     | 103    | –5     | 2  | 2  | 10     |
| Cheetahs       | 4          | 2          | 0          | 2          | 73     | 87     | –14    | 1  | 1  | 10     |
| Pau            | 4          | 1          | 0          | 3          | 64     | 72     | –8     | 0  | 3  | 7      |
| Bayonne        | 4          | 0          | 0          | 4          | 28     | 130    | –102   | 0  | 0  | 0      |

|  | Clasificados a los octavos de final. |

## Fase final

### Octavos de final
| 31 de marzo de 2023 | Bristol Bears | 26 - 33 | Clermont |  |  |

| 31 de marzo de 2023 | Scarlets | 19 - 7 | Brive |  |  |

| 1 de abril de 2023 | Toulon | 36 - 21 | Cheetahs |  |  |

| 1 de abril de 2023 | Glasgow Warriors | 73 - 33 | Dragons |  |  |

| 1 de abril de 2023 | Cardiff | 28 - 27 | Sale Sharks |  |  |

| 1 de abril de 2023 | Stade Français | 24 - 41 | Lyon |  |  |

| 1 de abril de 2023 | Lions | 51 - 28 | Racing 92 |  |  |

| 1 de abril de 2023 | Benetton | 41 - 19 | Connacht |  |  |

### Cuartos de final
| 7 de abril de 2023 | Scarlets | 32 - 30 | Clermont |  |  |

| 8 de abril de 2023 | Toulon | 48 - 23 | Lyon |  |  |

| 8 de abril de 2023 | Benetton | 27 - 23 | Cardiff Rugby |  |  |

| 8 de abril de 2023 | Glasgow Warriors | 31 - 21 | Lions |  |  |

### Semifinal
| 29 de abril de 2023 | Scarlets | 17 - 35 | Glasgow Warriors |  |  |

| 30 de abril de 2023 | Toulon | 23 - 0 | Benetton |  |  |

### Final
| 19 de mayo de 2023 | Toulon | 43 - 19 | Glasgow Warriors | Aviva Stadium, Dublín |  |

| Bandera de Francia    |
| Campeón RC Toulonnais |
| Primer título         |